# Bruno Nizzola
Bruno Nizzola, Taufname Aquilino (* 5. April 1890 in Loco; † 31. Januar 1963 in Locarno) war ein Schweizer Maler und bildender Künstler. Sein Werk umfasst Malerei, Wandmalerei, Graffiti, Karikaturen, Grafiken, Plakate, Illustrationen und Mosaike.

## Leben und Werk
Nizzolas Eltern zogen 1893 aus dem Onsernonetal nach Locarno, wo er von 1904 bis 1906 das Tischlerhandwerk erlernte. Anschliessend eignete er sich das Flachmalerhanderk an und besuchte daneben an der Zeichenschule in Locarno Abendkurse bei Giacomo Mariotti. Als Autodidakt brachte er sich die Malerei bei und schuf erste Landschaft- und Blumenbilder.
1921 und 1929 erhielt er ein Eidgenössisches Kunststipendium. 1922 lernte Nizzola den Bildhauer Max Uehlinger kennen. Zusammen unternahmen sie Reisen nach Paris und Italien und waren zeitlebens befreundet.
Im Lauf der Zeit spezialisierte sich Nizzola auf die Restaurierung von Fresken. So war er von 1925 bis 1927 an der Restaurierung des Schlosses Visconteo in Locarno unter der Leitung von Edoardo Berta beteiligt. Mit Emilio Maccagni, Attilio Balmelli und Pompeo Maino widmete er sich zudem der Restaurierung und Dekoration von Privathäusern und Kirchen in der Gegend von Locarno. Zudem fertigte er verschiedene Mosaike für Privatpersonen an und schuf Karikaturen, Holzschnitte, Werbegrafiken und Buchillustrationen.
1925 gründete Nizzola die Künstler-Gesellschaft von Locarno und war 1929 Mitorganisator der posthumen Ausstellung, die dem von ihm bewunderten Maler Filippo Franzoni gewidmet war. 
Ab 1936 war Nizzola Mitglied der Sektion Tessin der GSMBA. 1941 gewann er mit einem Pietà-Mosaik den ersten Preis im Salon des Kunstmuseums Luzern. Zudem nahm er regelmässig an den Jahresausstellungen in Lugano sowie an Eidgenössischen Turnusausstellungen teil.
Pierre Casè besuchte ihn täglich in seine Atelier. Seine Werke stelle Nizzola mehrheitlich in Gruppenausstellungen aus. So mit Max Uehlinger, Carl Roesch, Fiorenze Fontana, Ernst Musfeld, Enrico Manzoni, Costante Borsari, Alfredo Mordasini, Massimo Terribilini, Carlo Agostini Meletta, Angela Mondini, und Riccardo di Giuseppe. Nizzola stand auch im Kontakt zu dem Maler Ernst Zuppinger.
Pierre Casès älterer Bruder, der Lyrik- und Prosaschriftsteller Angelo Casè (1936–2005) stand Nizzola in seinen letzten Lebensjahren nahe. Er widmete Bruno Nizzola 1967 eine posthume Ausstellung in Locarno.